# Bailarina sentada
Bailarina sentada, es una obra del pintor Grigory Gluckmann. Esta obra de Museo Soumaya, muestra el cromatismo -contraste entre blancos, rosas y negros-, en la pintura la joven bailarina parecería difuminarse, mostrando una actitud melancólica e intimista, a la par de la pincelada sutil que diseña la estancia.

## Análisis del cuadro
La pintura muestra a la joven con brazos y piernas entrecruzados, la postura de su cuerpo se proyecta hacia el ángulo superior derecho de la obra. Existe un juego de luz y sombra, aparentando encontrarse de espaldas a la fuente lumínica, dando un efecto nacarado a sus zapatillas rosas, haciendo un contraste con su rostro, absorto de enigmáticos pensamientos.